# Leporinus octomaculatus
Leporinus octomaculatus är en fiskart som beskrevs av Heraldo A. Britski och Garavello, 1993. Leporinus octomaculatus ingår i släktet Leporinus och familjen Anostomidae. Inga underarter finns listade i Catalogue of Life.